# Hymenochaete
Hymenochaete es un género de hongo de la familia Hymenochaetaceae.

## Especies
- Hymenochaete aberrans
- Hymenochaete acanthophysata
- Hymenochaete adusta
- Hymenochaete agathicola
- Hymenochaete allantospora
- Hymenochaete americana
- Hymenochaete anomala
- Hymenochaete attenuata
- Hymenochaete barbata
- Hymenochaete berteroi
- Hymenochaete bispora
- Hymenochaete boidinii
- Hymenochaete boninensis
- Hymenochaete borbonica
- Hymenochaete borealis
- Hymenochaete burdsallii
- Hymenochaete cacao
- Hymenochaete carpatica
- Hymenochaete cervina
- Hymenochaete cervinoidea
- Hymenochaete cinnamomea
- Hymenochaete coffeana
- Hymenochaete colliculosa
- Hymenochaete contiformis
- Hymenochaete corrugata
- Hymenochaete cruenta
- Hymenochaete curtisii
- Hymenochaete damicornis (Dicks.) Lév., 1846[2]
- Hymenochaete denticulata
- Hymenochaete depallens
- Hymenochaete dictator
- Hymenochaete digitata
- Hymenochaete dissimilis
- Hymenochaete dura
- Hymenochaete epichlora
- Hymenochaete episphaeria
- Hymenochaete escobarii
- Hymenochaete fasciculata
- Hymenochaete floridea
- Hymenochaete fomitoporioides
- Hymenochaete fuliginosa
- Hymenochaete fulva
- Hymenochaete fuscobadia
- Hymenochaete gigaspora
- Hymenochaete gillesii
- Hymenochaete gladiola
- Hymenochaete globispora
- Hymenochaete harpago
- Hymenochaete hauerslevii
- Hymenochaete innexa
- Hymenochaete intricata
- Hymenochaete jobii
- Hymenochaete konradii
- Hymenochaete lenta
- Hymenochaete leonina
- Hymenochaete lictor
- Hymenochaete lignosa
- Hymenochaete livens
- Hymenochaete longispora
- Hymenochaete luteobadia
- Hymenochaete macrospora
- Hymenochaete magnahypha
- Hymenochaete microspora
- Hymenochaete minuscula
- Hymenochaete mollis
- Hymenochaete mougeotii
- Hymenochaete murina
- Hymenochaete muroiana
- Hymenochaete nanospora
- Hymenochaete nothofagicola
- Hymenochaete noxia
- Hymenochaete ochromarginata
- Hymenochaete opaca
- Hymenochaete palmicola
- Hymenochaete papyracea
- Hymenochaete patelliformis
- Hymenochaete paucisetosa
- Hymenochaete pellicula
- Hymenochaete pertenuis
- Hymenochaete pinnatifida
- Hymenochaete plurimaesetae
- Hymenochaete pratensis
- Hymenochaete proxima
- Hymenochaete pseudoadusta
- Hymenochaete reniformis
- Hymenochaete reticulata
- Hymenochaete rhabarbarina
- Hymenochaete rheicolor
- Hymenochaete rigidula
- Hymenochaete rubiginosa (Dicks.) Lév., 1846
- Hymenochaete rufomarginata
- Hymenochaete ryvardenii
- Hymenochaete semistupposa
- Hymenochaete senatoumbrina
- Hymenochaete separabilis
- Hymenochaete separata
- Hymenochaete sordida
- Hymenochaete spathulata
- Hymenochaete sphaerospora
- Hymenochaete spreta
- Hymenochaete stratura
- Hymenochaete subferruginea
- Hymenochaete subpurpurascens
- Hymenochaete tasmanica
- Hymenochaete tenuis
- Hymenochaete tomentelloidea
- Hymenochaete ungulata
- Hymenochaete unicolor
- Hymenochaete ustulata
- Hymenochaete vagans
- Hymenochaete vaginata
- Hymenochaete vallata
- Hymenochaete variegata
- Hymenochaete villosa
- Hymenochaete yasudae